# Alleanza (Slovacchia)
Alleanza (in ungherese Szövetség, in slovacco Aliancia, conosciuta con la dicitura bilingue Aliancia–Szövetség oppure Szövetség–Aliancia) è un partito politico slovacco, fondato nel 2021 dall'unione di tre forze politiche rappresentative della minoranza ungherese in Slovacchia: il Partito della Comunità Ungherese, Most-Híd, e MKÖ-MKS.
Precursore del nuovo partito è stata la lista Cooperazione della Comunità Ungherese (MKÖ-MKS; Magyar Közösségi Összefogás; Maďarská komunitná spolupatričnosť); lanciata il 22 novembre 2019 in vista delle elezioni parlamentari del 2020, la formazione unitaria non ha ottenuto alcun seggio al Consiglio Nazionale.
Nel 2023, pochi mesi prima delle elezioni, Most-Híd ha abbandonato la coalizione in seguito a una disputa sulla candidatura dell'ex parlamentare di OĽaNO György Gyimesi. In Alleanza sono rimasti solo MKÖ-MKS e il Partito della Comunità Ungherese.